# کایا ساریاهو
کایا ساریاهو (فنلاندی: Kaija Saariaho؛ زادهٔ ۱۴ اکتبر ۱۹۵۲-درگذشته ۲ ژوئن ۲۰۲۳) آهنگساز فنلاندی ساکن پاریس در فرانسه بود. او در هلسینکی، فرایبورگ، و پاریس به تحصیل آهنگسازی پرداخت و از ۱۹۸۲ تا پایان عمر در پاریس زندگی کرد. پژوهش‌هایش در مؤسسه پژوهش و هماهنگی صوت‌شناسی و موسیقی موجب دگرگونی در سبکش از سریالیسم به طیف‌گرایی شد. موسیقی چندصدایی او گاهی با ترکیب اجرای زنده و موسیقی الکترونیک آفریده می‌شود. او در طول فعالیت هنری و حرفه‌ای خود از سازمان‌هایی مانند مرکز هنرهای نمایشی لینکلن، بی‌بی‌سی، فیلارمونیک نیویورک، جشنواره موسیقی زالتسبورگ، تئاتر دو شتله، و اپرای ملی فنلاند سفارشِ کار دریافت کرده است. ساریاهو در ۱۹۸۸ میلادی برندهٔ جایزه ایتالیا شد. او همچنین در ۲۰۱۳ میلادی برندهٔ جایزه موسیقی پولار شد.

## زندگی و کار
ساریاهو در هلسینکی فنلاند به دنیا آمد. او در آکادمی سیبلیوس زیر نظر پاوو هینینن تحصیل کرد. بعد از حضور در دوره‌های مدرسه تابستانی دارمشتات به آلمان نقل مکان کرد تا در دانشگاه موسیقی فرایبورگ زیر نظر برایان فرنی‌هاو و کلاوس هوبر به تحصیلات خود ادامه دهد. او تأکید استادانش بر سریالیسم و ساختارهای ریاضی را سختگیرانه می‌دانست و در یکی از مصاحبه‌هایش گفت:
شما اجازه نداشتید که پالس یا هارمونی‌های تونالیته یا ملودی‌ها داشته باشید. من نمی‌خواهم از طریق منفی‌انگاری موسیقی بنویسم. هر کاری که با سلیقه و ذوق خوب انجام شود باید اجازه انجام داشته باشد.
در سال ۱۹۸۰ ساریاهو به مدرسه تابستانی دارمشتات رفت و در کنسرت اسپکترالیست فرانسوی تریستان موریل و ژرار ژریسی حضور پیدا کرد. شنیدن موسیقی اسپکترال برای اولین بار، تغییر بزرگی در مسیر هنری ساریاهو ایجاد کرد. این تجربیات منجر به تصمیم او برای شرکت در دوره‌های موسیقی رایانه‌ای که در مؤسسه پژوهش و هماهنگی صوت‌شناسی و موسیقی در پاریس برگزار می‌شدند گردید.
در سال ۱۹۸۲، او کار خود را در مؤسسه پژوهش و هماهنگی صوت‌شناسی و موسیقی با تحقیق در مورد تجزیه و تحلیل کامپیوتری طیف صدای نت‌های تکی تولید شده توسط سازهای مختلف آغاز کرد. او تکنیک‌هایی را برای تنظیم با کمک کامپیوتر توسعه داد، با موسیقی کانکریت بررسی کرد و اولین قطعات موسیقی خود را با ترکیب اجراهای زنده و الکترونیک نوشت. او همچنین کارهای جدیدی را با استفاده از IRCAM's CHANT synthesiser تنظیم کرد. هر کدام از سه‌گانه Jardin Secret او با استفاده از برنامه‌های کامپیوتری ساخته شده‌اند.
کارهای او با ابزارهای الکترونیکی در همکاری با ژان-باتیست باریه توسعه پیدا کرد. باریه یک تنظیم کننده، هنرمند چندرسانه‌ای و دانشمند کامپیوتر است که مدیریت دپارتمان تحقیق موسیقی دانشگاه ایرکام را از سال ۱۹۸۴ تا ۱۹۸۷ به عهده داشت. ساریاهو و او در سال ۱۹۸۴ با هم ازدواج کردند و صاحب دو فرزند نیز شدند.
در پاریس ساریاهو تأکیدی روی دگرگونی آهسته توده‌های صدای متراکم را توسعه داد. اولین قطعه رکورد شده او به سوی سفیدی از ۱۹۸۲ و کارهای ارکستری و ضبط شده او Verblendungen هر دو از یک انتقال واحد ساخته شده‌اند: در Vers Le Blanc انتقال از یک pitch cluster به دیگری است. این در حالیست که در Verblendungen  انتقال از صدای بالا به سکوت است. Verblendungen همچنین از ایده‌های بصری به‌عنوان پایه و اساس خود استفاده می‌کند: یک تماس قلم که با یک علامت غلیظ روی صفحه آغاز گردیده و به رشته‌های جدا منتهی می‌شود و کلمه Verblendungen خود به معنی خیره کنندگی، توهمات و نابینایی است.
کارهای او در دهه‌های ۸۰ و ۹۰ میلادی با تأکید بر رنگ صداها و استفاده از موسیقی الکترونیک در کنار سازهای موسیقی سنتی شناخته می‌شود. به‌عنوان مثال Nymphéa (Jardin secret III) (۱۹۸۷) برای کوارتت زهی و ابزارهای الکترونیکی زنده طراحی شده و شامل المان‌های صوتی دیگری نیز می‌شود: موسیقیدان‌ها کلمات شعری از آرسنی تارکفسکی را زمزمه می‌کنند. در نوشتن Nymphea، ساریاهو از یک تولیدکننده fractal برای ایجاد متریال استفاده کرد.
در رابطه با فرایند تنظیم، ساریاهو نوشت:
در مرحله آماده‌سازی متریال برای این قطعه، من از کامپیوتر به روش‌های مختلفی استفاده کردم. پایه و اساس کل ساختار هارمونیک آن بوسیله صداهای پیچیده ویولونسل تولید شده که با کامپیوتر تحلیل شده‌اند. مواد اولیه برای تحولات ریتمیک و ملودیک با کامپیوتر محاسبه گردیده‌اند که در آن موتیف‌های موسیقی به آهستگی تبدیل می‌شود و این اتفاق بارها و بارها تکرار می‌شود.
ساریاهو بارها از داشتن نوعی synaesthesia صحبت کرده است که شامل تمامی احساسات می‌شود. او افزود:
دنیای بصری و دنیای موسیقی برای من یکی هستند. احساسات مختلف، طیف‌های رنگی، بافت‌ها و طیف‌های نوری یا حتی رایحه‌های متفاوت و صداها در ذهن من با هم ترکیب می‌شوند. آنها در خود یک دنیای کامل را تشکیل می‌دهند.
یک مثال دیگر اثر شش باغ ژاپنی (۱۹۹۴)، یک قطعه پرکاشن به همراه لایه الکترونیکی از پیش ضبط شده‌ای با ماهیت ژاپنی، سازهای سنتی و سرودهایی از راهبان بودایی است. در طول سفر خود به توکیو در سال ۱۹۹۳ او ایده اولیه پرکاشن خود را به یک قطعه نیمه نامشخص توسعه داد. این شامل شش موومان است که هر یک باغی متشکل از معماری سنتی ژاپنی را نشان می‌دهد که از آن به‌طور ریتمیک الهام گرفته شده است.. به‌طور ویژه در موومان چهار و پنج ساریاهو بسیاری از احتمالات چند ریتم پیچیده را در سازهای آزاد کشف کرد. او گفت:
من ارتباطی را بین موسیقی و معماری حس کردم. هر دو این هنرها موادی را انتخاب و معرفی می‌کنند، اجازه می‌دهند این مواد رشد پیدا کرده، به آنها فرم می‌دهند، المان‌های متضاد جدید آماده می‌کنند و ارتباطات مختلفی بین مواد ایجاد می‌کنند.
پیرکو مویسالا موسیقی‌شناس در کتابش در رابطه با ساریاهو از ماهیت نامشخص این تنظیم می‌نویسد:
انواع زیادی از سازهای پرکاشن وجود دارند که من نمی‌شناسم. من فکر می‌کردم دیدن اینکه موسیقیدانان چگونه سازهای خود را در زمینه‌های خاصی انتخاب می‌کنند باید بسیار جالب باشد. هویت و کاراکتر تنظیم یکسان باقی می‌ماند حتی زمانی که سازها تغییر می‌کنند. هر ایده موسیقی نیاز به رنگ صدای خاصی دارد و نه یک ساز خاص.
در دسامبر۲۰۱۶ اپرای متروپولیتن اولین اجرای خود را از قطعه L'Amour de loin انجام داد که دومین اپرای تنظیم شده توسط یک تنظیم کننده زن بود که توسط این شرکت اجرا می‌شد. (اولی بیش از یک قرن پیش و در سال ۱۹۰۳ اجرا شده بود).
متعاقباً انتقال از اپرا به سینما در ۱۰ دسامبر ۲۰۱۶ به عنوان بخشی از مجموعه Metropolitan Opera Live in HD باعث شد این اپرا اولین اپرای تنظیم شده و همچنین رهبری شده (Susanna Mälkki) توسط یک زن در این مجموعه باشد. در سال ۲۰۰۲ کمپانی Santa Fe Opera قطعه را ارائه کرد. در سال ۲۰۰۸ این کمپانی اپرای دوم ساریاهو به نام Adriana Mater را نیز ارائه کرد.